# Bulgarian National Top 40
Bulgarian National Top 40 е седмична музикална класация за сингли за България, изготвяна от APC-stats. Първото издание на класацията е на 29 април 2007 година с песента Beautiful Liar на Бионсе и Шакира на първо място. Първите български изпълнители, достигнали до номер 1 в класацията са Мария Илиева и Графа с песента Чуваш ли ме.

## Сингли номер едно
Списъци със синглите, достигнали до първа позиция в класацията:
- Списък за 2007 година
- Списък за 2008 година
- Списък за 2009 година
- Списък за 2010 година
- Списък за 2011 година
- Списък за 2012 година
- Списък за 2013 година

### Синглите, прекарали най-много време под номер 1
- 12 седмици под номер 1
  - Графа & Бобо с участието на Печенката – Дим да ме няма (2012)
- 10 седмици под номер 1
  - Лейди Гага – Bad Romance (2010)
- 9 седмици под номер 1
  - Сай – Gangnam Style (2012)
  - Дивна, Миро и Криско – И ти не можеш да ме спреш (2011-2012)
  - Риана и Джей-Зи – Umbrella (2007)
- 8 седмици под номер 1
  - Риана – Diamonds (2012-2013)
- 7 седмици под номер 1
  - OneRepublic и Тимбаленд – Apologize (Remix) (2007–2008)
  - Мадона, Джъстин Тимбърлейк и Тимбаленд – 4 Minutes (2008)
  - Давид Гета и Кели Роуланд – When Love Takes Over (2009)
  - Дженифър Лопес с участието на Лил Уейн – I'm Into You (2011)
  - Мишел Тело – Ai Se Eu Te Pego (2012)

### Изпълнители с най-много сингли номер 1
- Графа (7)
- Тимбаленд (6)
- Риана (6)
- Лейди Гага (5)
- Миро (5)
- Джъстин Тимбърлейк (5)

### Изпълнители с най-много седмици номер 1
- Риана (30 седмици) / (с 6 сингъла)
- Тимбаленд (28 седмици) / (с 6 сингъла)
- Лейди Гага (24 седмици) / (с 5 сингъла)
- Графа (24 седмици) / (с 7 сингъла)
- Миро (22 седмици) / (с 5 сингъла)
- Джъстин Тимбърлейк (18 седмици) / (с 5 сингъла)